# 제이슨 레이즈
제이슨 레이즈(Jason Raize, 1975년 7월 20일 ~ 2004년 2월 3일)는 미국의 음악가, 가수, 연극 배우, 영화배우이다.
오니온타에서 태어났다.

## 영화
- 브라더 베어 (2003년)